# Deryk Engelland
Deryk Engelland (* 3. April 1982 in Edmonton, Alberta) ist ein ehemaliger kanadischer Eishockeyspieler. Der Verteidiger bestritt zwischen 2009 und 2020 über 600 Partien für die Pittsburgh Penguins, Calgary Flames und die Vegas Golden Knights in der National Hockey League (NHL), nachdem er zu Beginn seiner Karriere sechs Jahre in Minor Leagues aktiv war. Mit den Golden Knights erreichte er in den Playoffs 2018 das Finale um den Stanley Cup, während er persönlich mit dem Mark Messier Leadership Award ausgezeichnet wurde.

## Karriere
Deryk Engelland begann seine Karriere als Eishockeyspieler bei den Moose Jaw Warriors, für die er von 1998 bis 2003 in der kanadischen Juniorenliga Western Hockey League aktiv war. In diesem Zeitraum wurde er im NHL Entry Draft 2000 in der sechsten Runde als insgesamt 194. Spieler von den New Jersey Devils ausgewählt, für die er allerdings nie spielte. Stattdessen lief der Verteidiger von 2003 bis 2005 für die Las Vegas Wranglers in der ECHL sowie in der Saison 2003/04 parallel für die Lowell Lock Monsters in der American Hockey League auf. Von 2005 bis 2007 stand er bei den Hershey Bears in der AHL unter Vertrag, kam jedoch auch zu Einsätzen für die South Carolina Stingrays und Reading Royals aus der ECHL.
Von 2007 bis 2010 spielte Engelland für die Wilkes-Barre/Scranton Penguins in der American Hockey League und gab für deren Kooperationspartner Pittsburgh Penguins in der Saison 2009/10 sein Debüt in der National Hockey League. Bis zum Ende der Spielzeit kam er in neun NHL-Spielen zum Einsatz, bei denen er zwei Torvorlagen gab. Ab der Saison 2010/11 spielte der Kanadier ausschließlich für die Pittsburgh Penguins in der NHL.
Wegen des NHL-Lockouts spielte Engelland ab Mitte Oktober 2012 bei Rosenborg IHK in der norwegischen GET-ligaen. Nach vier Jahren wurde sein Vertrag in Pittsburgh nicht verlängert, sodass er sich im Juli 2014 den Calgary Flames anschloss und dort einen Dreijahresvertrag unterschrieb.
Im Juni 2017 wurde Engelland im NHL Expansion Draft 2017 von den Vegas Golden Knights ausgewählt. Mit dem Team, bei dem er sich als einer der Führungsspieler etablierte, erreichte er in den Playoffs 2018 überraschend das Finale um den Stanley Cup, unterlag dort allerdings den Washington Capitals. Im Rahmen der NHL Awards 2018 wurde er als Führungspersönlichkeit mit dem Mark Messier Leadership Award geehrt.
Im Dezember 2020 beendete Engelland seine aktive Karriere nach elf Jahren in der NHL. Insgesamt hatte er 671 NHL-Partien bestritten und dabei 127 Scorerpunkte verzeichnet.

## Erfolge und Auszeichnungen
- 2006 Calder-Cup-Gewinn mit den Hershey Bears
- 2018 Mark Messier Leadership Award

## Karrierestatistik

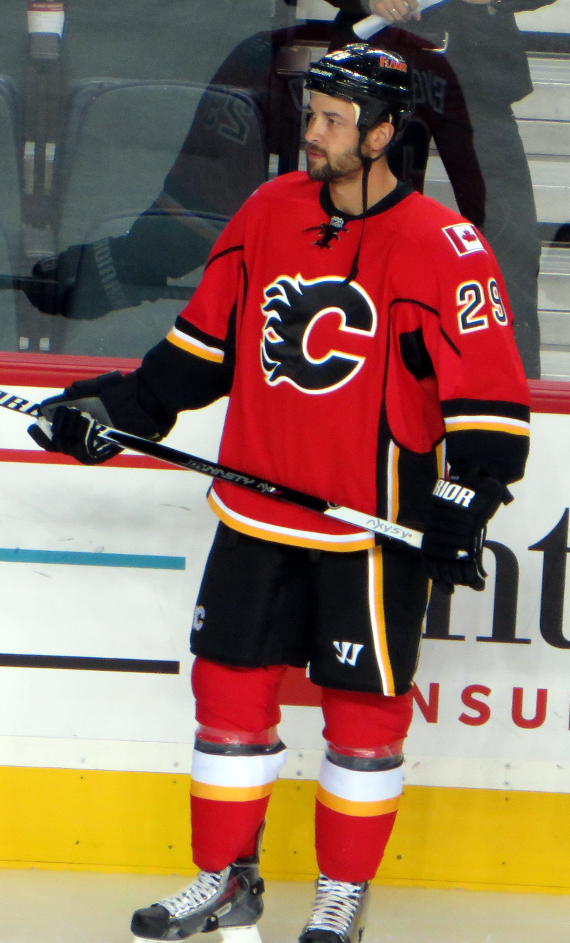
Engelland im Trikot der Calgary Flames (2014)

(Legende zur Spielerstatistik: Sp oder GP = absolvierte Spiele; T oder G = erzielte Tore; V oder A = erzielte Assists; Pkt oder Pts = erzielte Scorerpunkte; SM oder PIM = erhaltene Strafminuten; +/− = Plus/Minus-Bilanz; PP = erzielte Überzahltore; SH = erzielte Unterzahltore; GW = erzielte Siegtore; 1 Play-downs/Relegation; Kursiv: Statistik nicht vollständig)